# 古田憲充
古田 憲充（ふるた のりみつ、1983年 - ）は、経営品質協議会の認定セルフアセッサー。東京都大田区出身。経営学修士（中央大学）。

## 略歴
東京都立小山台高校卒業（硬式野球班）。
早稲田大学人間科学部人間情報科学科入学、第二文学部表現・芸術系専修卒業（鴻上尚史ゼミ）。
中央大学専門職大学院国際会計研究科修了（MBA in International Accounting）。
東京都立大学経済経営学部研究生（2022年-2023年）
2007年4月、株式会社IMJ（現 アクセンチュア株式会社）に新卒入社。
2013年10月、公益財団法人日本生産性本部に入職。経営アカデミー（経営大学院）での7年間の勤務等を経て、2023年4月より現職。